# 杰尔姆·莱恩
杰尔姆·莱恩（英語：Jerome Lane，1966年12月4日—），美国NBA联盟前职业篮球运动员。他在1988年的NBA选秀中第1轮第23顺位被丹佛掘金选中。